# 2024年波士頓線上影評人協會獎
第13屆波士頓在線影評人協會獎（英語：The 13rd Boston Online Film Critics Association Awards）旨在表揚2024年優秀的電影作品，於2024年12月15日宣布得獎名單。

## 得獎名單
- 最佳影片

《粗獷派建築師》
- 最佳導演

《粗獷派建築師》布拉迪·科貝特
- 最佳男主角

《粗獷派建築師》阿德里安·布罗迪
- 最佳女主角

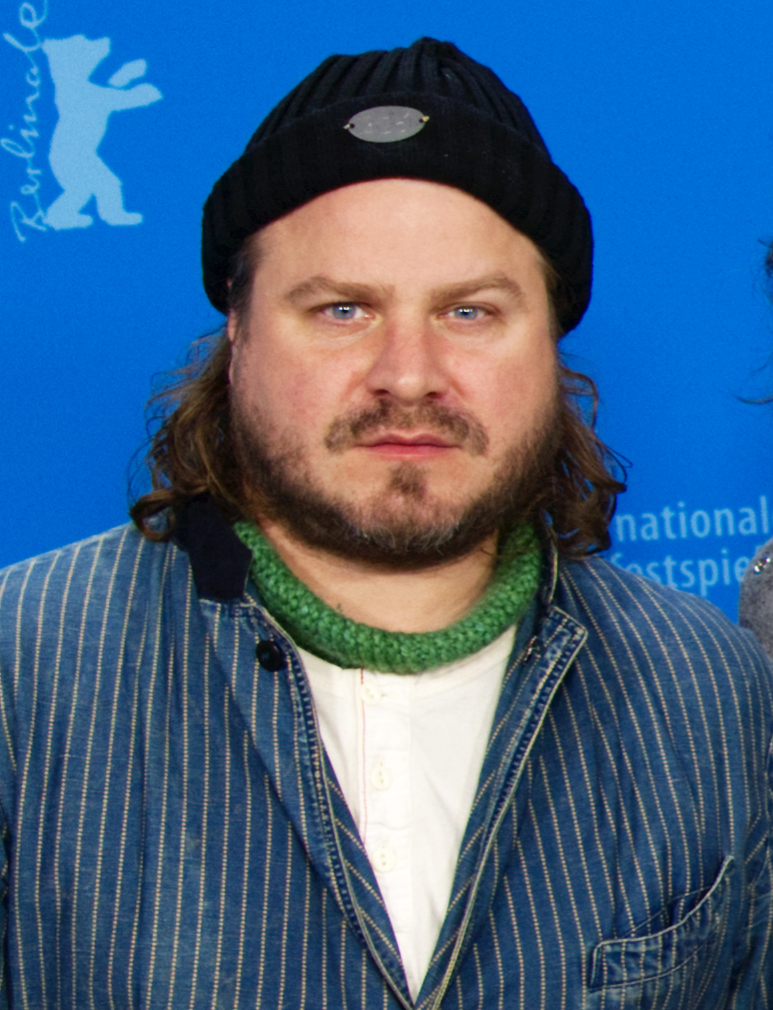
最佳導演：布拉迪·科貝特

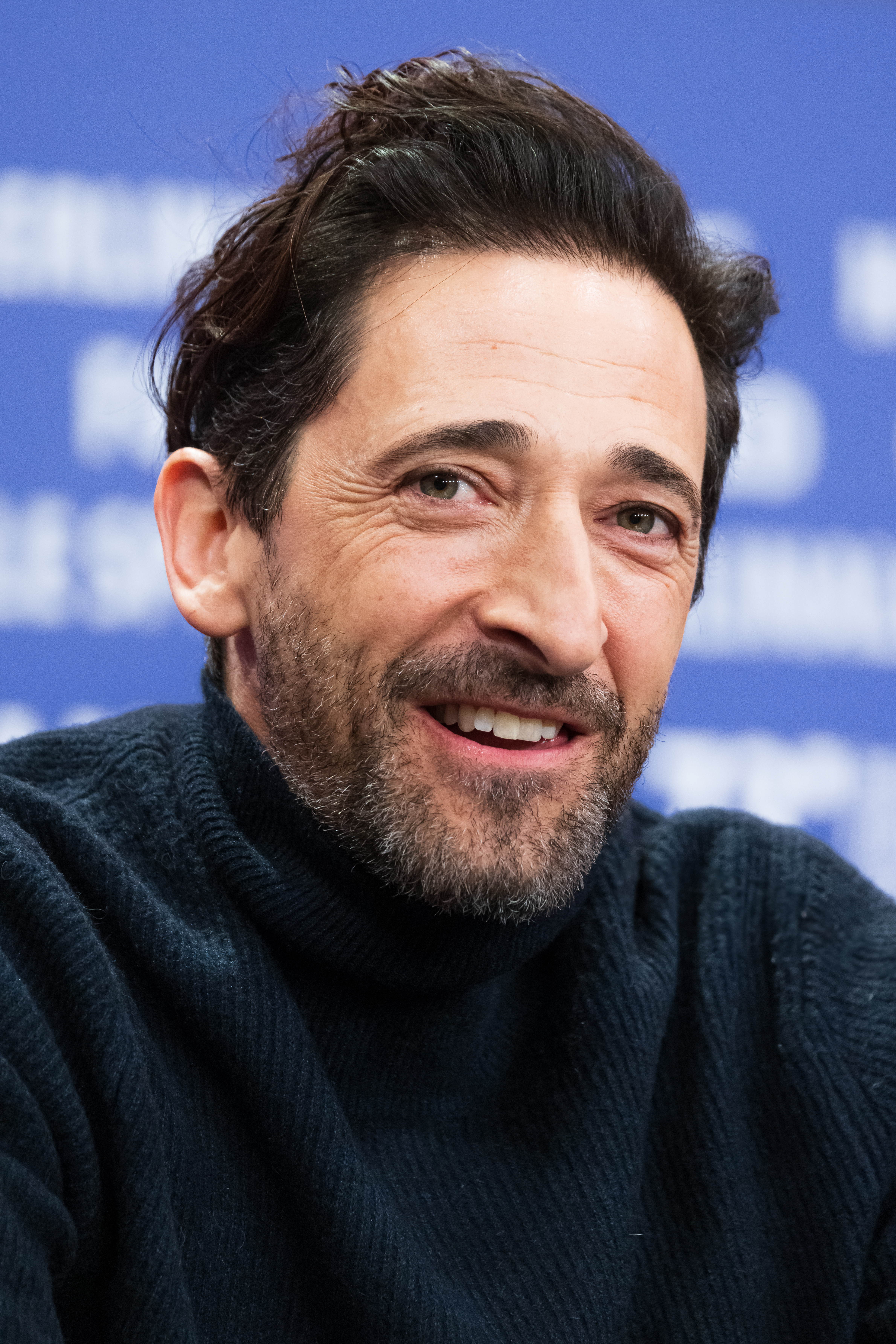
最佳男主角：阿德里安·布罗迪

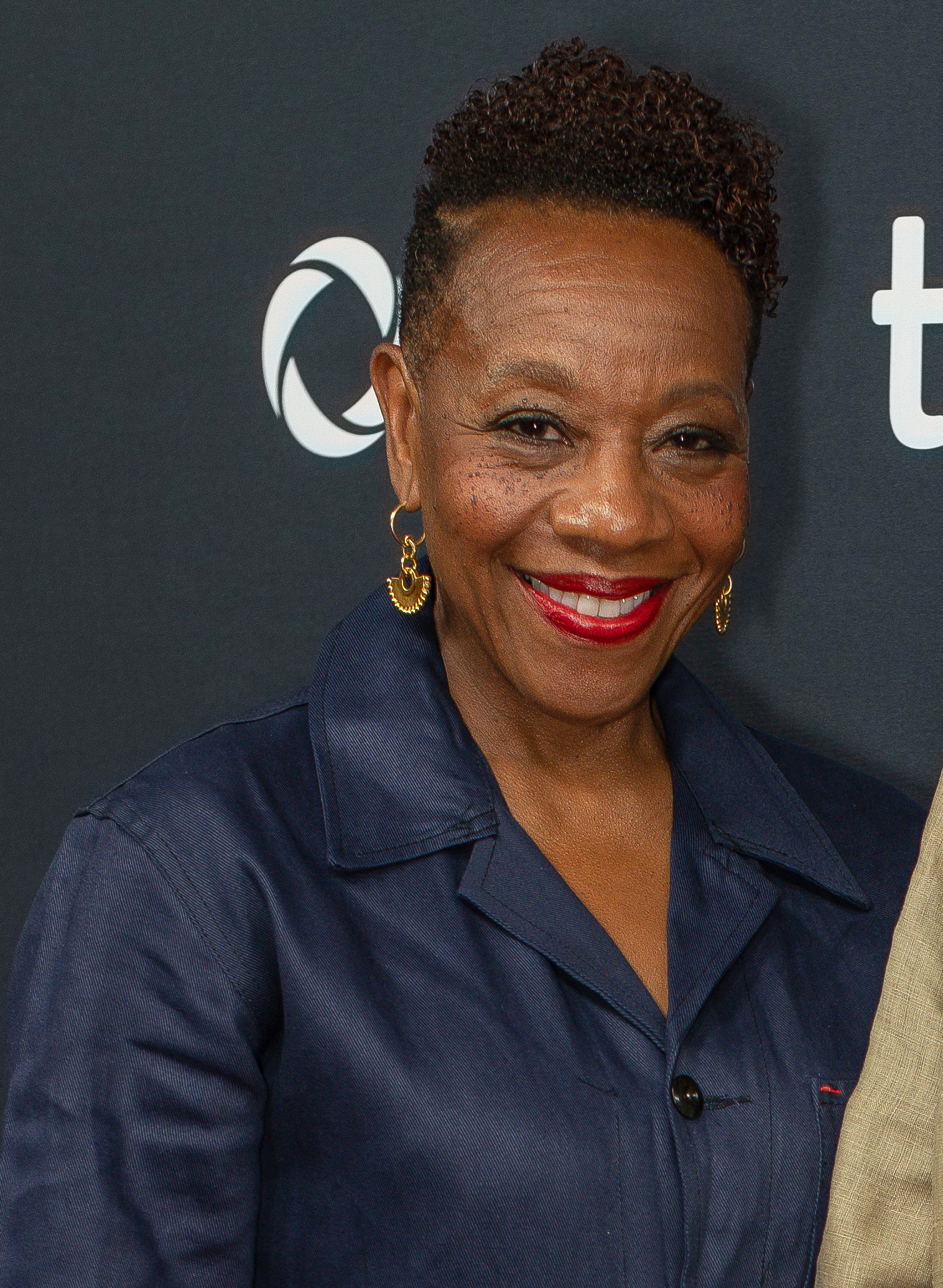
最佳女主角：瑪麗安·吉恩-巴普迪斯特

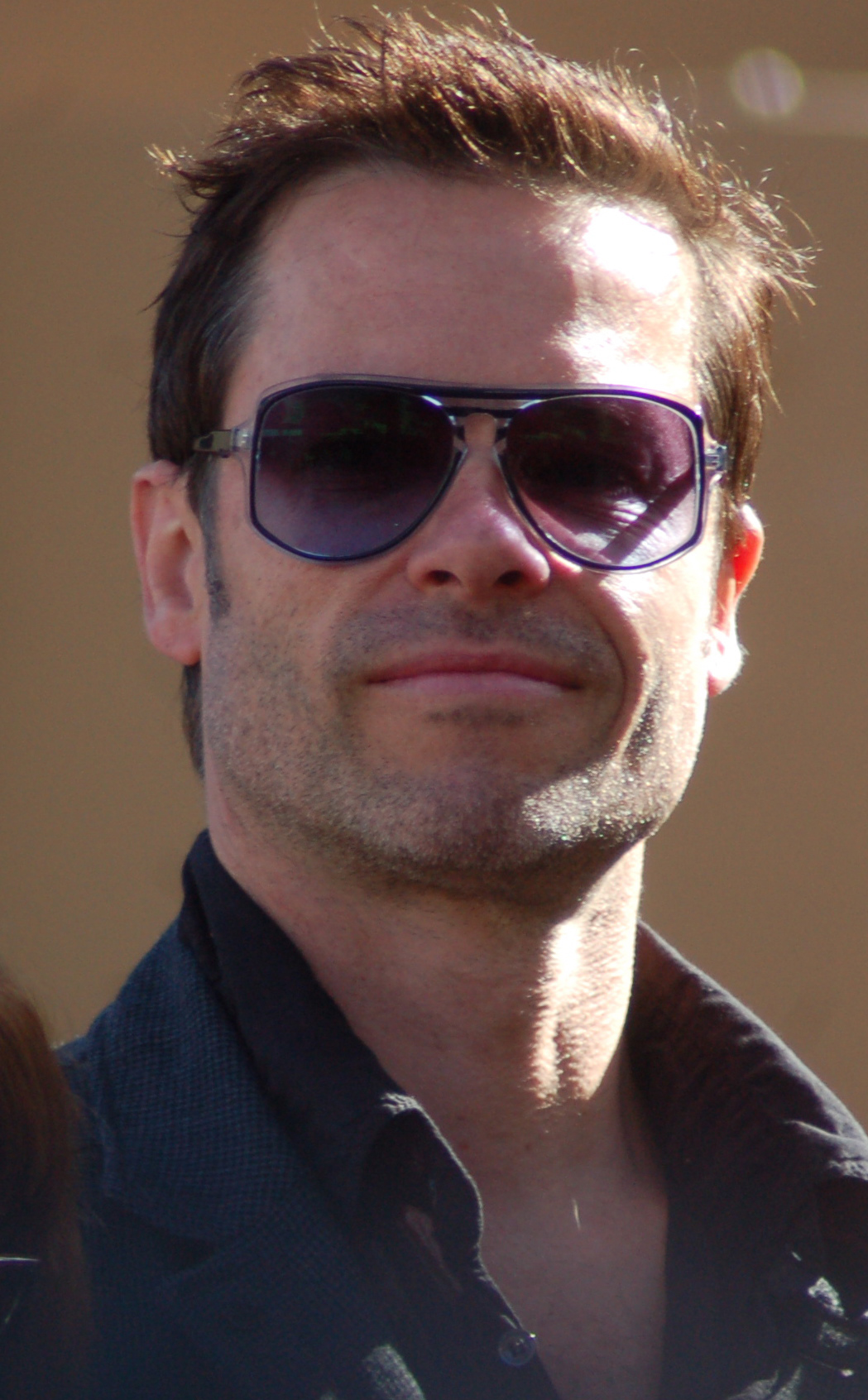
最佳男配角：蓋·皮爾斯

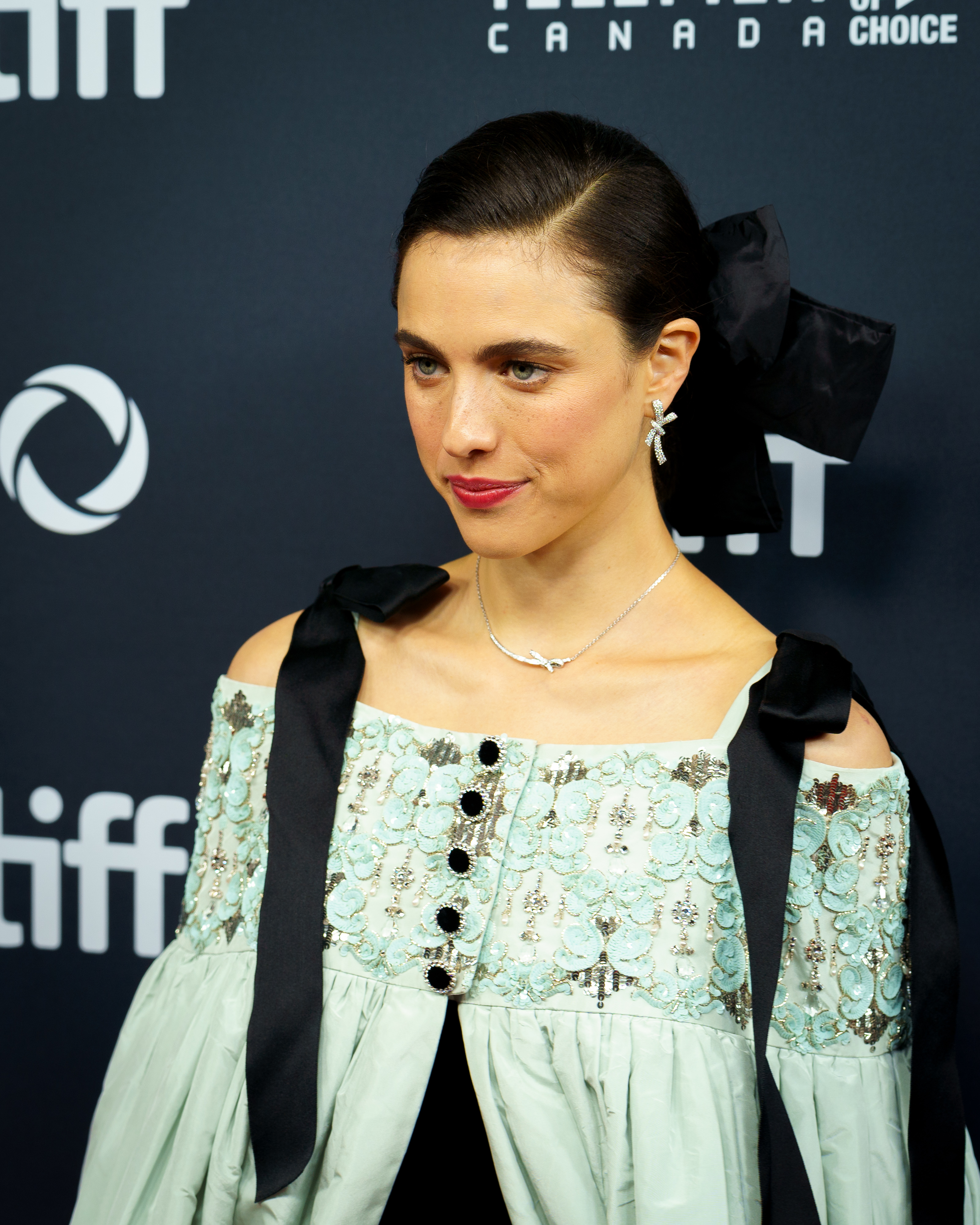
最佳女配角：瑪格麗特·庫利

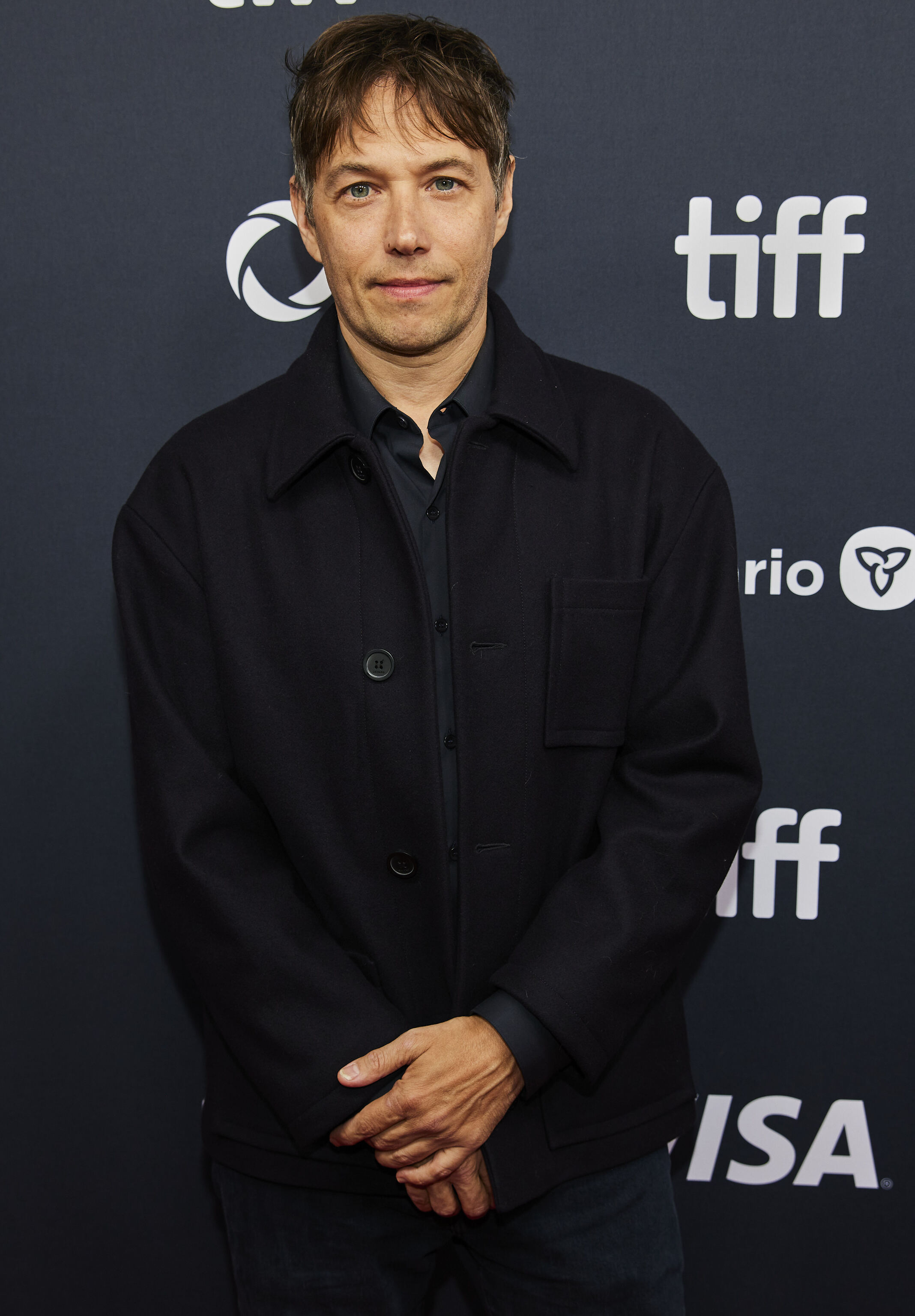
最佳劇本：西恩·貝克

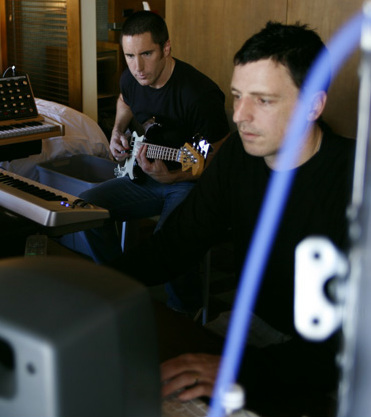
最佳配樂：特倫特·雷澤諾、阿提克斯·羅斯

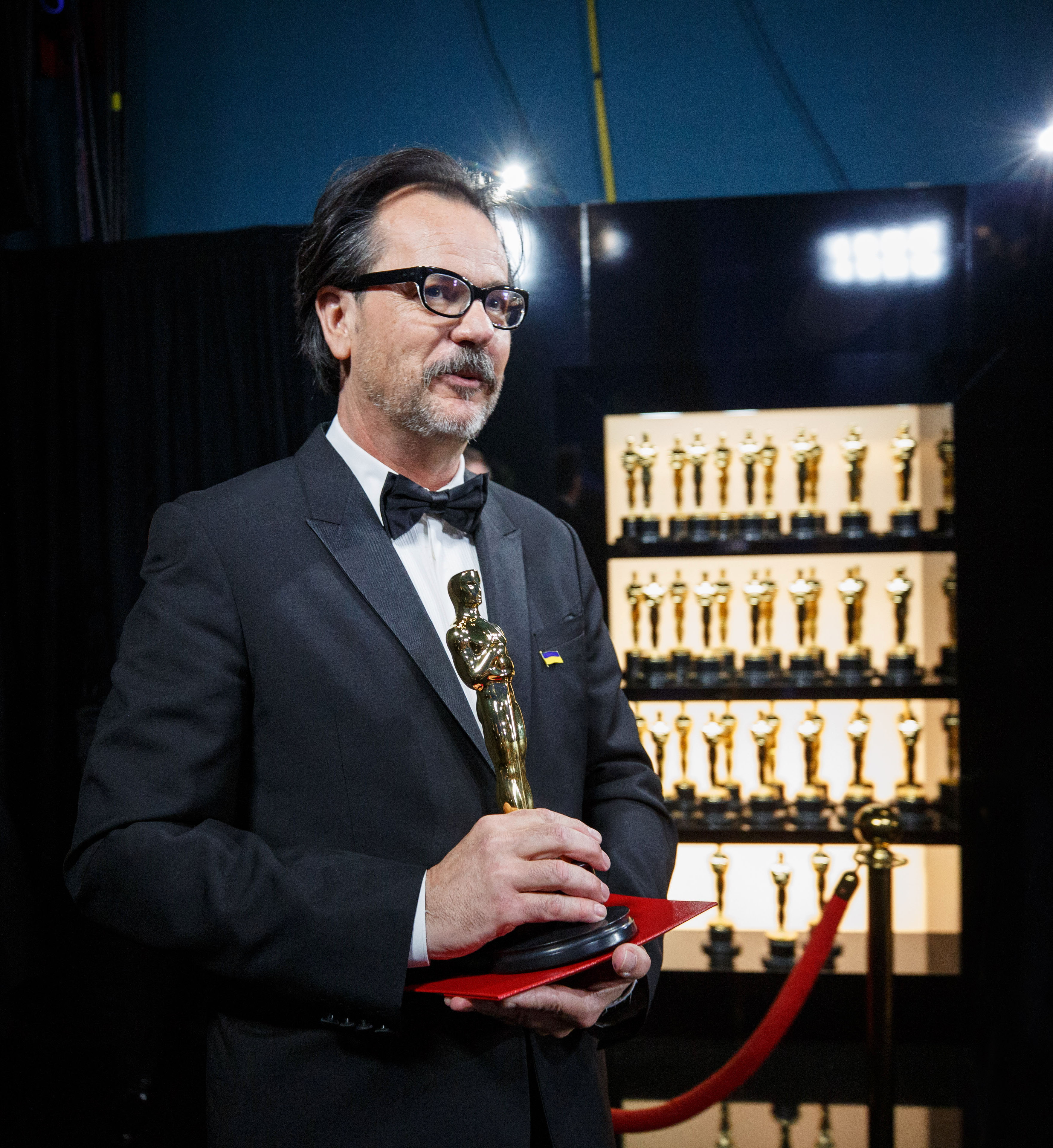
最佳剪輯：喬·沃克

《残酷真相》瑪麗安·吉恩-巴普迪斯特
- 最佳男配角

《粗獷派建築師》蓋·皮爾斯
- 最佳女配角

《懼裂》瑪格麗特·庫利
- 最佳劇本

《阿诺拉》西恩·貝克
- 最佳整體演出

《教宗選戰》
- 最佳配樂

《挑戰者》特倫特·雷澤諾、阿提克斯·羅斯
- 最佳攝影

《粗獷派建築師》洛爾·克勞利
- 最佳剪輯

《沙丘：第二部》喬·沃克
- 最佳紀錄片

《你的國，我的家》
- 最佳國際電影

《超時空愛殺》
- 最佳動畫片

《貓貓的奇幻漂流》
- 年度十大電影

1. 《粗獷派建築師》
2. 《懼裂》
3. 《阿诺拉》
4. 《怪奇粉紅物語（英语：I Saw the TV Glow）》
5. 《沙丘：第二部》
6. 《五分钱男孩》
7. 《残酷真相（英语：Hard Truths）》
8. 《貓貓的奇幻漂流》
9. 《魔法壞女巫》
10. 《吸血鬼：諾斯費拉圖》

## 外部連結
- 官方网站（英文）